# Пунтаренас
Пунтаренас (ісп. Puntarenas ісп. вимова: [puntaˈɾenas] — «піщаний мис») — столиця та найбільше місто провінції Пунтаренас, Коста-Рика, розташоване на узбережжі Тихого океану. Порт міста, Кальдера (Caldera), є одним з головних портів країни. Населення міста та передмість становить близько 100 тис. мешканців. Пунтаренас привертає багато туристів завдяки своїм пляжам, крім того, він є важливою зупинкою на шляху до міста Монтеверде (Коста-Рика) в глибині країни.

## Клімат
Місто знаходиться у зоні, котра характеризується кліматом тропічних саван. Найтепліший місяць — березень із середньою температурою 29.4 °C (85 °F). Найхолодніший місяць — вересень, із середньою температурою 27.2 °С (81 °F).
| Клімат Пунтаренаса      | Клімат Пунтаренаса | Клімат Пунтаренаса | Клімат Пунтаренаса | Клімат Пунтаренаса | Клімат Пунтаренаса | Клімат Пунтаренаса | Клімат Пунтаренаса | Клімат Пунтаренаса | Клімат Пунтаренаса | Клімат Пунтаренаса | Клімат Пунтаренаса | Клімат Пунтаренаса | Клімат Пунтаренаса |
| Показник                | Січ.               | Лют.               | Бер.               | Квіт.              | Трав.              | Черв.              | Лип.               | Серп.              | Вер.               | Жовт.              | Лист.              | Груд.              | Рік                |
| Абсолютний максимум, °C | 38                 | 37                 | 37                 | 38                 | 38                 | 37                 | 36                 | 39                 | 36                 | 35                 | 36                 | 38                 | 39                 |
| Середній максимум, °C   | 31                 | 32                 | 33                 | 33                 | 31                 | 31                 | 30                 | 30                 | 30                 | 30                 | 30                 | 30                 | 31                 |
| Середня температура, °C | 28                 | 28                 | 29                 | 29                 | 28                 | 28                 | 27                 | 27                 | 27                 | 27                 | 27                 | 27                 | 28                 |
| Середній мінімум, °C    | 24                 | 25                 | 25                 | 25                 | 25                 | 25                 | 24                 | 23                 | 23                 | 24                 | 24                 | 24                 | 24                 |
| Абсолютний мінімум, °C  | 17                 | 17                 | 17                 | 16                 | 19                 | 20                 | 17                 | 17                 | 21                 | 17                 | 18                 | 16                 | 16                 |
| Норма опадів, мм        | 0                  | 0                  | 0                  | 30                 | 190                | 240                | 180                | 240                | 300                | 250                | 110                | 30                 | 1620               |
| ----------------------- | ------------------ | ------------------ | ------------------ | ------------------ | ------------------ | ------------------ | ------------------ | ------------------ | ------------------ | ------------------ | ------------------ | ------------------ | ------------------ |
| Джерело: Weatherbase    |                    |                    |                    |                    |                    |                    |                    |                    |                    |                    |                    |                    |                    |